# الإله ليس عظيما
الإله ليس عظيمًا: كيف يسمم الدين كل شيء (بالإنجليزية: God Is Not Great: How Religion Poisons Everything) هو كتابٌ صادرٌ عام 2007 للكاتب البريطانيّ-الأمريكيّ كريستوفر هيتشنز وفيه يقيم الدعوى ضد الدين النظاميّ. نُشر الكتاب أولًا تحت عنوان «الإله ليس عظيمًا: الدعوى ضد الدين God Is Not Great: The Case Against Religion» في المملكة المتحدة، ونشرته «أتلانتيك بوكس Atlantic Books» ونشرته Twelve في الولايات المتحدة تحت عنوان «الإله ليس عظيمًا: لماذا يسمم الدين كل شيء God Is Not Great: How Religion Poisons Everything» وأعادت أتلانتيك بوكس نشره بلا عنوان فرعيّ.
يصف هيتشنز الدين النظاميّ بأنه «عنيف وغير منطقيّ وغير متسامح، ويؤدي للقبليّة والعنصريّة والتعصب، يعادي التساؤل الحر ويحتقر المرأة وقسري في ما يخص الأطفال» يعزز الدين الطائفيّة مما يجعل ضميره على المحك. يدعم هيتشنز موقفه في الكتاب خلال مزيج من القصص الشخصيّ والحكايات التاريخيّة الموثّقة والتحليل النقديّ للنصوص الدينيّة. تتركز تعليقاته حول الأديان الإبراهيمية مع التعرُّض لغيرها من الأديان مثل الهندوسيّة والبوذيّة. استقبل الكتاب مراجعات مختلطة ولكنه بيع جيدًا.

## المحتوى

### الفصل الأول: أقل ما يُقال عنه
يكتب هيتشنز أنه بدأ التساؤل عن الدين بمسائلة المعلِّم الإنجيليّ الخاص به، وبدأ يرى عيوبًا في الحُجج التبريريّة التي كانت تُساق للدفاع عن الدين، خاصة حُجة التصميم (الحجة الغائيّة)  استشف هيتشنز من خلال مناقشاته مع المُلحدين أنهم إما أن يكونوا أشخاصًا لم يؤمنوا من قبل، أو غضوا الطرف عن التقاليد الدينيّة. ويؤكد على اتفاق المُلحدين مع بعضهم في حالة قوة الدليل بالرغم من اختلافهم في أمور أخرى. يناقش هيتشنز مسألة الغريزة الدينيّة، حيث إنه يرى أن الدين سيظل ماكثًا في الوعي البشريّ طالما لم يتخلص البشر من مخاوفهم البدائيّة، خاصة الخوف من الموت/الفنائيّة. يقول هيتشنز أنه لا يريد أن يلغي الدين من الوجود لو أن المؤمنين تركوه وشأنه، وهذا لا يحدث.

### الفصل الثاني: الدين يقتل
طرح هيتشنز سؤالًا افتراضيًا على الراديو مع المضيف دينيس براغر Dennis Prager: إذا كان وحيدًا في مدينة ما واقترب منه مجموعة من الأشخاص، هل سيشعر بالأمان أم بالخوف؟ مع العلم أن هؤلاء الأشخاص انهوا صلاتهم للتو، ويجيب على هذا السؤال:
يعطي هيتشنز وصفًا مفصلًا للمواقف السياسيّة والاجتماعيّة الحادة في هذه المدن والتي مر بها بنفسه وتُنسب للدين. وبالتالي لم يجد أنها فكرة حصيفة أن ينادي النجدة عندما ينتهي ملتقى المصلين. كما يناقش فتوى 1989 ضد صديقه الكاتب سلمان رشدي والتي أصدرها آية الله الخوميني بسبب ما ورد في كتابه «آيات شيطانيّة»، وينتقد هيتشنز الشخصيات العامة لأنهم ألقوا باللوم على الكاتب سلمان رشدي. كتب هيتشنز أيضًا عن أحداث 11 سبتمبر وما تلاها موضحًا كيف يمكن للدين –وخاصة الشخصيات الدينيّة المعتبرة- أن تسمح بمثل هذا التدهور في الفترة بين إزالة طالبان والإطاحة بصدام حسين.

### الفصل الثالث: استطراد قصير عن الخنزير، أو لماذا تمقت السماء الخنازير
يناقش هيتشنز فكرة تحريم تناول الخنزير (رهاب الخنزير كما يسميها هيتشنز) في اليهودية والإسلام. يقول هيتشنز أن التحريم ليس دينيًا أو غذائيًا فقط. ويشير أن متعصبي المسلمين اليوم يطالبون بإزالة شخصيات خياليّة من الخنازير مثل ميس بيغي Miss Piggy وثري ليتل بيغز Three Little Pigs وبيغليت Piglet من Winnie-the-Pooh، يطالبون بإزالتها من «أعين الأطفال البريئة». يقترح هيتشنز أن سبب تحريم الخنزير في الأديان الساميّة يرجع إلى حظر التضحيّة البشريّة، الممتدة إلى الخنازير بسبب التشابهات في النكهة بين لحم الخنزير ولحم الإنسان.

### الفصل الرابع: نبذة عن الصحة المتضررة بسبب الدين
يشرح هيتشنز عدائيّة الدين لعلاج بعض الأمراض، ويذكر على سبيل المثال عداء المسلمين للقاح شلل الأطفال باعتباره مؤامرة، مما أدى إلى انتشاره. وعداء الكنيسة الكاثوليكيّة لاستخدام الواقيات للمنع من انتشار فيروس نقص المناعة المكتسبة HIV ومرض الإيدز باعتبارها غير فعالة، مما ساهم في زيادة عدد الوفيات من المرض. يكمل هيتشنز بقوله أن كلا من المجتمعات المسلمة والكاثوليكيّة تؤمن بلا منطق أن فيروسات HIV و HPV عقاب على الخطيئة الجنسيّة خاصة المثليّة الجنسيّة. كما يصف القادة الدينيّن بـ«المُعالجين بالإيمان» ويوضح أنهم يعادون الطب لأنه يُحد من نفوذهم.
كما ينتقد الطقوس اليهوديّة للختان والتي تأخذ الطفل الذكر وتضع قضيبه في يد أحدهم ثم يقطعون القلفة ويكملون ذلك الفعل بوضع القضيب في فم أحدهم مع إخراج تلك القطعة من الجلد وبصقها مع اللعاب والدم. كما يدين تشويه الأعضاء التناسليّة الأنثويّة (ختان الإناث) في الممارسات الإفريقيّة. يختتم هيتشنز هذا الفصل بما يسميه رغبة الدين في «طمس» الموت في صورة نهاية العالم (يوم القيامة).

### الفصل الخامس: الإدعاءات الميتافيزيقيّة للدين خاطئة
يبدأ هيتشنز هذا الفصل بقوله باختفاء أي دين يمكنه الصمود أمام العقل/المنطق. ويقارن المعرفة الشائعة في وقت توما الأكويني بتلك التي نعرفها عن العالم حاليًا. ويستخدم مثال لابلاس Laplace: «إن العالم يعمل أفضل بدون فرضيّة وجود إله» لتوضيح أننا لا نحتاج إلى وجود إله لشرح الأمور؛ وبالتالي فإن الدين أصبح باليًا كتفسير للعالم عندما يصبح اختياريًا بين مجموعة أخرى من العقائد. يختتم الفصل بأن قفزة الإيمان ليست قفزة واحدة فقط، ولكنها متكررة، وكلما تكررت كلما كانت أصعب؛ ولهذا السبب يشعر المتدينون بالحاجة إلى تخطي هذا الإيمان البحت والبحث عن أدلة تدعم معتقداتهم.

### الفصل السادس: حُجة التصميم
```
يقول هيتشنز أن الأديان الإبراهيميّة اعتادت على جعل الناس يشعرون أنهم مذنبون دائمًا، مما يشجع على نقص الثقة بالذات، وفي نفس الوقت يؤمن هؤلاء الناس أن الإله يرعاهم، مما يضخم شعورهم بأهمية ذواتهم. كما يقول أن الخرافات لها مزية طبيعية، فهي كانت مفتعلة لقرون عديدة قبل عصر العقلانيّة البشريّة والفهم العلميّ. ويناقش بعض الأمثلة مما يُدعى المعجزات. يناقش أيضًا الحُجج القائمة على التصميم (الغائيّة)، ويستخدم مثال الجسد البشريّ الذي اتضح أنه ذو تصميم سيّئ، ويكتب عن التطور لو اتخذ منحى مختلف قليلًا لما كان هناك ضمانة أن توجد أيٌ من الكائنات –مثلنا- على الإطلاق.
```

### الفصل السابع: كابوس العهد القديم
يعدد هيتشنز مجموعة من المفارقات التاريخيّة وأوجه عدم الاتساق في العهد القديم مشيرًا إلى «الأحداث البشعة العشوائيّة... التي لم تحدث أبدًا» ويصف التوراة بأنها «خيال غير مُحكم الصنع، مبنيٌّ على أحداثٍ غير واقعيّة والتي يفشل أساسًا في وصفها وصفًا مقبولًا». ويشير أن موسى يأمر الآباء برجم أولادهم حتى الموت لعدم الطاعة (سفر التثنية ) وهو انتهاك مباشر للأوامر التي تلقاها موسى من الله. ويشير إلى موسى بأنه دائمًا ما يصرِّح تصريحات مجنونة.

### الفصل الثامن: العهد الجديد يتجاوز شر العهد القديم
عن موضوع يسوع الأسطوريّ وإمكانيّة الوجود الفعليّ ليسوع تاريخيًا في الإنجيل، تنسب بعض المصادر على الإنترنت عبارة «المسيح هو بابا نويل للكبار» إلى هيتشنز وكتاب الإله ليس عظيمًا، إلا أنها لا تظهر في هذا الفصل. مع ذلك، يجادل هيتشنز بشأن أن «المؤلفين المتعددين للكتاب المقدس، الذين لم ينشر منهم شيئًا سوى بعد الصلب بعدة عقود، لا يتفقون على الأمور المهمة».
«الأناجيل ليست حقائق حرفيّة بالتأكيد». كما أن الأدلة على وجود يسوع قليلة أو منعدمة. تتمثل الحُجة الأبرز الداعمة لوجود يسوع المشكوك فيه وفقا لهيتشنز في أوجه عدم التناسق في الكتاب المقدس، ومحاولة لي ومط القصة مما قد يكون دليل عكسيّ على أن شخص بمثل هذه الأهميّة قد ولِد.
يربط هيتشنز سفر إشعيا بالعهد القديم مع التنبؤ القائل بأن «العذراء سوف تحمل وتلد صبيًا» مشيرًا إلى نقطة تلاقي العهدين القديم والجديد. وبالمقارنة بين العهدين يستنتج هيتشنز أن العهد الجديد أيضًا عبارة عن قطعة مصنوعة بعد أحداثها المزعومة، ومليئة بالمحاولات الارتجاليّة لجعل الأمور تبدو صحيحة. وبينما يعتبر هنري لويس منكن أن بعض الأحداث الواردة بالعهد الجديد قابلة للتحقق منها تاريخيًا، إلا أنه يحافظ على وجهة النظر القائلة أن معظم الأحداث تُظهر علامات لا يعتريها الخطأ تشير إلى العبث به.
يتناول هيتشنز مسألة دقة محاولة لوقا الإنجيليّ في التثليث (وضع ثلاث أحداث متزامنة مع ميلاد يسوع): تعداد السكان الذي طلبه الإمبراطور الرومانيّ أغسطس لكل الإمبراطوريّة الرومانيّة، وحكم هيرودس الأول في يهودا، وحكم كيرينيوس لسوريا. يقول أنه لا يوجد أي سجل لدى أي مؤرخ للفترة الرومانيّة عن أي تعداد أجراه أغسطس، يذكر اليهوديّ يوسيفوس فلافيوس أن هناك تعدادًا واحدًا أجراه أغسطس وكان بعد الوقت المزعوم لميلاد يسوع بست سنوات. كما أن هيرودس قد مات قبل الميلاد بأربع سنوات، ولم يكن كيرينيوس حاكم سوريا.
كما يشير إلى فيلم «آلام المسيح The Passion of the Christ» باعتباره مسلسل تليفيزيوني طويل معروض في صورة فيلم، أنتجه الفاشيّ الأستراليّ والممثل السيّئ ميل جيبسون Mel Gibson والذي يرتبط بالرؤية المعتوهة للكنيسة الكاثوليكيّة. يرى هيتشنز أن الفيلم هو محاولة مستميتة لإلقاء اللوم على اليهود في حادثة موت يسوع. ويدعي أن جيبسون لم يدرك أن الأناجيل الأربعة ليست سجلات تاريخيّة، ولديها كُتاب متعددين، وكلها مكتوبة بعد الصلب، ولا يتفقون على الأمور ذات الأهمية (مثل الميلاد العذري وتخلُّق يسوع). يسوق هيتشنز العديد من التناقضات في هذه المنطقة.
يؤكد هيتشنز أن التناقضات والجهل الواردين بالعهد الجديد بالرغم من محاولة الكُتاب الآخرين التكتم عليها، إلا أنها لم تُفسر إلا باعتبارها مجازات لغويّة وإيمان في المسيح. ويؤكد أن ضعف الكتاب المقدس يرجع إلى حقيقة أن المسيحيّين واجهوا كل محاولات الانتقاد المنطقيّ والحقائقيّ للكتاب المقدس بحرق أو تكميم أفواه الأشخاص الذين يطرحون تلك الأسئلة غير الملائمة.
يشير هيتشنز إلى التداعيات الإشكاليّة للإدعاء الدينيّ: «من كان منكم بلا خطيئة فليرمها بحجر»، بالمقارنة مع التشريعات العملية للعدالة الجزائيّة: «إذا كان حق العقاب يقع على عاتق غير العصاة فقط، فكيف سيستطيع هذا المجتمع غير السويّ محاكمة المجرمين؟» وعن الزانيات اللاتي عفا عنهن يسوع من الرجم، يؤكد المؤلف أن يسوع قد عفا عن حالة رغبة جنسيّة محضة، ولوكانت هذه هي الحالة دائمًا، فهذا يعني أن الدرس قد فُهم خطأ تمامًا. يختتم هيتشنز الفصل بقوله أن المدافعين عن الدين لا يملكون سوى إيمانهم –فقط لا غير- للدفاع عنه، ويدعوهم أن يتحلوا بالشجاعة الكافية للاعتراف بذلك.

### الفصل التاسع: القرآن مستعار من أساطير اليهوديّة والمسيحيّة
يقيِّم الفصل التاسع الدين الإسلاميّ ويختبر أصل كتابه المقدس: القرآن. يؤكد هيتشنز على غياب أي أدلة عن معجزات للنبي محمد، وأن القرآن لم تنتجه قوى فوق طبيعية. ويؤكد أن الدين قد اُفتعل من محمد أو أتباعه وأنه مُستعار من نصوص دينيّة أخرى، وأن «الحديث» مأخوذ من الأمثال والمقولات العربيّة والفارسيّة. ويتعرَّف على تشابهات بين المسيحيّة والإسلام ويؤكد على وجود عدة اقتباسات من اليهوديّة.

### الفصل العاشر: تفاهة الإعجازيّ وانحدار الجحيم
يناقش الفصل العاشر المعجزات، ويقول هيتشنز أن المعجزات لم تحدث في التاريخ، وأن الدليل على وجودها مُفتعل أو مبنيّ على شهادة بعض الناس غير الموثوق بهم أو المتحيزين. لا يوجد معجزات يمكن التحقق منها حيث إنه لم توجد كاميرا في هذا الوقت لتوثيق المعجزة. يستخدم هيتشنز معجزة محددة للأم تريزا ليوضح كيف اُستقبلت المعجزات كحقائق، بينما هي مبنية على خرافات.

### الفصل الحادي عشر: البدايات الفاسدة للدين
يناقش هذا الفصل كيفية تكوّن الدين ويدعي أنه قائمٌ على أسس فاسدة وأشخاص غير أخلاقيّين. يناقش الفصل تحديدًا المورمونية وعبادة البضائع والقسيس مارجوي غورتنر Marjoe Gortner. يشير هيتشنز إلى جوزيف سميث مؤسس المورمونية في مارس عام 1826 في بينبردج Bainbridge، نيويورك بالمحكمة أثناء إتهامه بالاحتيال، وقد ادعى وقتها أن لديه قوى خارقة للطبيعة وكان يخادع المواطنين. وبعد أربع سنوات ادعى سميث حصوله على قطع ذهبية من كتاب المورمون، وعندما شكت به زوجة أحد الجيران ودفنت 116 صفحة من هذا الكتاب متحدية إياه أن يعيد ترجمتها، ادعى أن الله علم أن هذا سيحدث وطلب منه أن يترجم قطعة أخرى مكانها.

### الفصل الثاني عشر: الخاتمة: كيف ينتهي الدين
يناقش هذا الفصل نهاية العديد من الأديان لتوضيح أن الأديان ليست أبديّة كما يدّعون. وكانت الأديان المذكورة دين شبتاي تسفي Sabbatai Sevi والميلريّة Millerism.

### الفصل الثالث عشر: هل يجعل الدين يتصرفون بشكل أفضل؟
يطرح السؤال عن مدى أفضليّة المتدينين عن اللادينين (الملحدين واللاأدريّين والمفكرين الأحرار) أخلاقيًا. ويستدل بالنضال في مواجهة العبوديّة في الولايات المتحدة وإبراهام لينكولن ليدعم حُجته أن غير المتدينين يناضلون من أجل أهداف أخلاقيّة كما يفعل المتدينون.

### الفصل الرابع عشر: لا يوجد حل «شرقيّ»
يرفض هيتشنز فكر السعي للتنوير عن طريق النيرفانا، كعقيدة تطلب من معتنقيها «أن يلقوا بعقولهم في النوم أو يضعوها موضع أحذيتهم» يتركز هذا الفصل حول الإقطاع الهندوسيّ والبوذيّ والعنف في التبت وسريلانكا. يلمس تحليل هيتشنز الأعمال المربحة لشخصيات مثل أوشو وساتيا ساي بابا. ويُفصِّل من ملاحظاته حول «الثراء السريع» والمصلين غير المستقرين أثناء حج الكاتب في مدينة بونه، والتي ظهرت في وثائقيّ بي بي سي BBC. ويقترح أن صورة البوذيّة الإمبراليّة/الاستعماريّة ليست مستمدة من بوذا الأصليّ.

### الفصل الخامس عشر: الدين كخطيئة أصليّة
يناقش هذا الفصل خمس أوجه للاأخلاقيّة الدين من وجهة نظر هيتشنز:-
- تقديم صورة خاطئة عن العالم للساذجين
- عقيدة التضحية بالدم لإرضاء الآلهة
- عقيدة الفداء (إيذاء الأبرياء من أجل التكفير عن الذنب)
- عقيدة الثواب الأبديّ والعقاب الأبديّ
- تضمين مهام مستحيلة (مثل الرؤى غير الصحيّة عن الجنس)

### الفصل السادس عشر: هل يشجع الدين إيذاء الأطفال؟
يناقش هذا الفصل استخدام الدين لإيذاء الأطفال. ويسوق على ذلك عدة أمثلة كالختان وتشويه الأعضاء التناسليّة، وإضفاء الخوف على الممارسات الجنسيّة الطبيعيّة مثل الاستمناء. وينتقد الطريقة التي يستخدمها البالغون لترهيب الأطفال.

### الفصل السابع عشر: اعتراض متوقع
يناقض هذا الفصل الحُجج المقابلة التي يسمعها هيتشنز، ومنها أن معظم الأفعال اللاأخلاقيّة في التاريخ البشريّ قام بها الملحدون مثل جوزيف ستالين. ويقول: «من المثير أن يقول المتدينون أنه لا يوجد أبشع من الفاشيّة والنازيّة والستالينيّة». يحلل الفصل هذه المقولة معترفًا أن الأفراد الذين ساقوا تلك الجرائم كانوا ملحدين، لكنه يضيف أن الدين قد لعب دورًا كبيرًا في إشعال هذه الأحداث.

### الفصل الثامن عشر: تراث أرفع، مقاومة العقلاء
```
يناقش هذا الفصل آراء بعض المفكرين المعتبرين مثل 
سقراط
 
وألبرت آينشتاين
 
وفولتير
 
وسبينوزا
 
وتوماس بين
 
وتشارلز داروين
 
وإسحق نيوتن
. يدعي هيتشنز أن معظم هؤلاء كانوا من الملحدين أو اللاأدريّين أو واحديّين (مذهب وحدة الوجود) إلا سقراط ونيوتن. يقول هيتشنز أن الرموز الدينيّة أساءت تمثيل هؤلاء الأشخاص، ويشرح كيف تصدى هؤلاء إلى التأثير السلبيّ للدين.
```

### الفصل التاسع عشر: الخاتمة: الاحتياج للتنوير
يجادل هيتشنز أن الجنس البشريّ لم يعد بحاجة إلى الدين كما كان في الماضي. ويقول أن الوقت قد حان للعلم والمنطق كي يشغلا دورًا أكبر في حياة الأفراد والثقافات الأوسع؛ حيث إن إلقاء الدين جانبًا سوف يحسن من حياة الأفراد ويساعد على تقدم الحضارة. إنه في مضمونه نداء للملحدين لمواجهة الثيوقراطيّة وتأثيرها على المجتمع الحر.